# AR-M1
O AR-M1, também conhecido como AK-47M1, é um fuzil de assalto búlgaro projetado principalmente para exportação. É um derivado búlgaro modernizado do AKK, o qual é baseado no AK-47 soviético (especificamente o Tipo 3). O AR-M1 pode ser calibrado para os cartuchos 5,56×45mm NATO e 7,62×39mm, e produzido pelo fabricante búlgaro de armas Arsenal Ad desde o final dos anos 1990.
O modelo AR-M2 é a versão de comando de cano curto.

## História

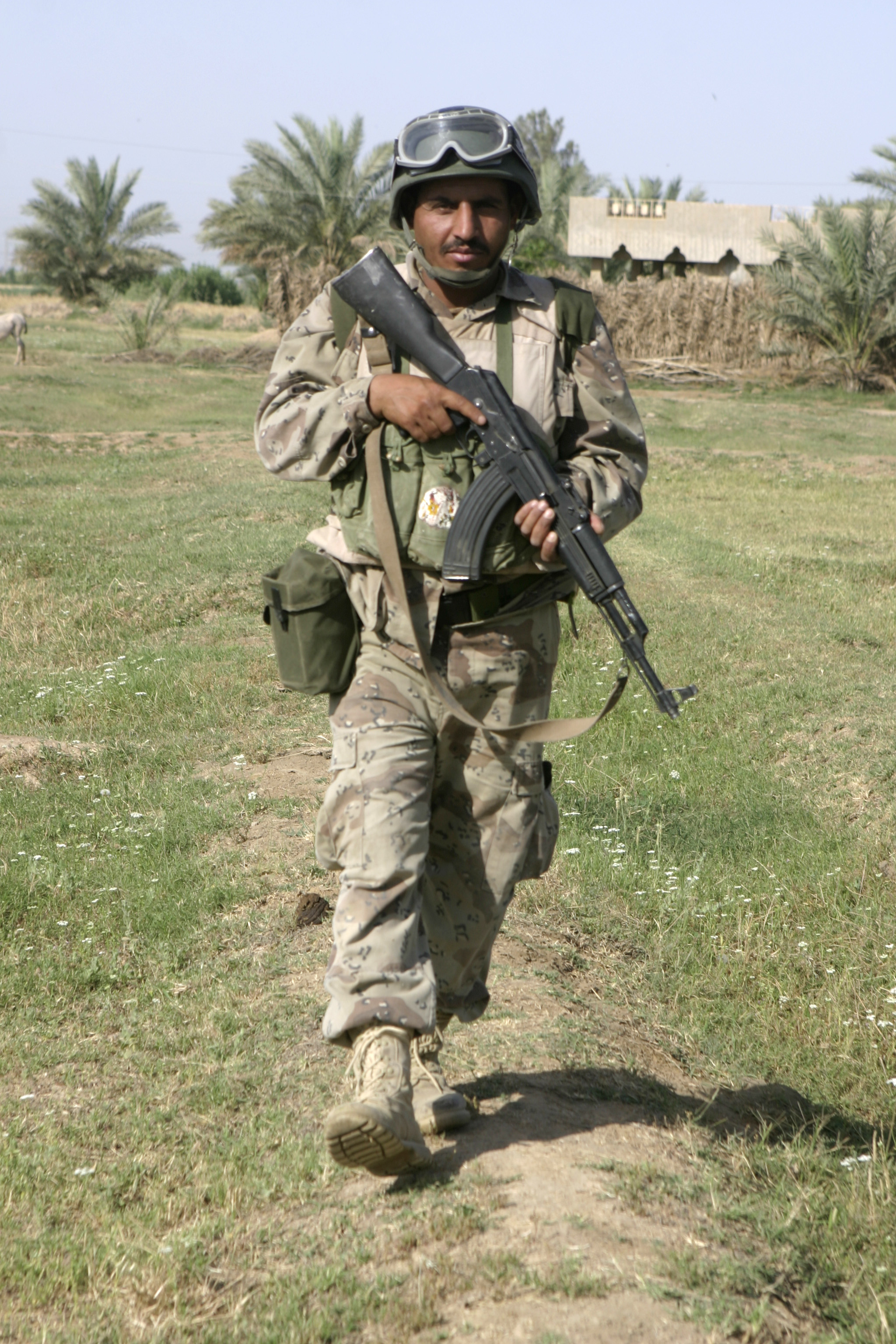
Soldado iraquiano armado com um fuzil AR-M1 patrulhando campos agrícolas nos subúrbios de Saqlawiyah, no Iraque, em 22 de maio de 2005.

Durante a década de 1950, o Exército Popular Búlgaro foi equipado principalmente com fuzis AK-47 importados da União Soviética. No entanto, no início dos anos 1960, o governo búlgaro se interessou em produzir o AK-47 domesticamente. A montagem de AK-47, inicialmente de peças soviéticas importadas, começou no arsenal estatal em Kazanlak. Em meados da década de 1960, a instalação de Kazanlak foi equipada para iniciar a produção licenciada do tipo de arma em questão e suas peças associadas. Os fuzis Kalashnikov montados e posteriormente fabricados em Kazanlak receberam a designação AKK. Um derivado com uma coronha dobrável também foi produzido sob licença como o AKKS.
Após a dissolução da República Popular da Bulgária no início da década de 1990, a fábrica de Kazanlak tornou-se uma sociedade anônima conhecida como Arsenal AD. O Arsenal ofereceu várias variantes modernizadas do AKK para exportação, que foram renomeadas como a série AR. Os fuzis de padrão AR são basicamente os AKK com armação diferente e alguns recursos exclusivos, como coronhas e guarda-mão de polímero, além de várias peças externas copiadas diretamente do AK-74, incluindo novos quebra-chamas, miras, blocos de gás, reténs de baioneta e baionetas. Seus receptores são fresados, em vez de estampados, ao contrário de outros derivados AK modernizados, e são praticamente indistinguíveis daqueles do AK soviético do padrão Tipo 3 inicial. Um derivado do AKKS (coronha rebatível) também é oferecido para exportação como o ARF.

## Versões

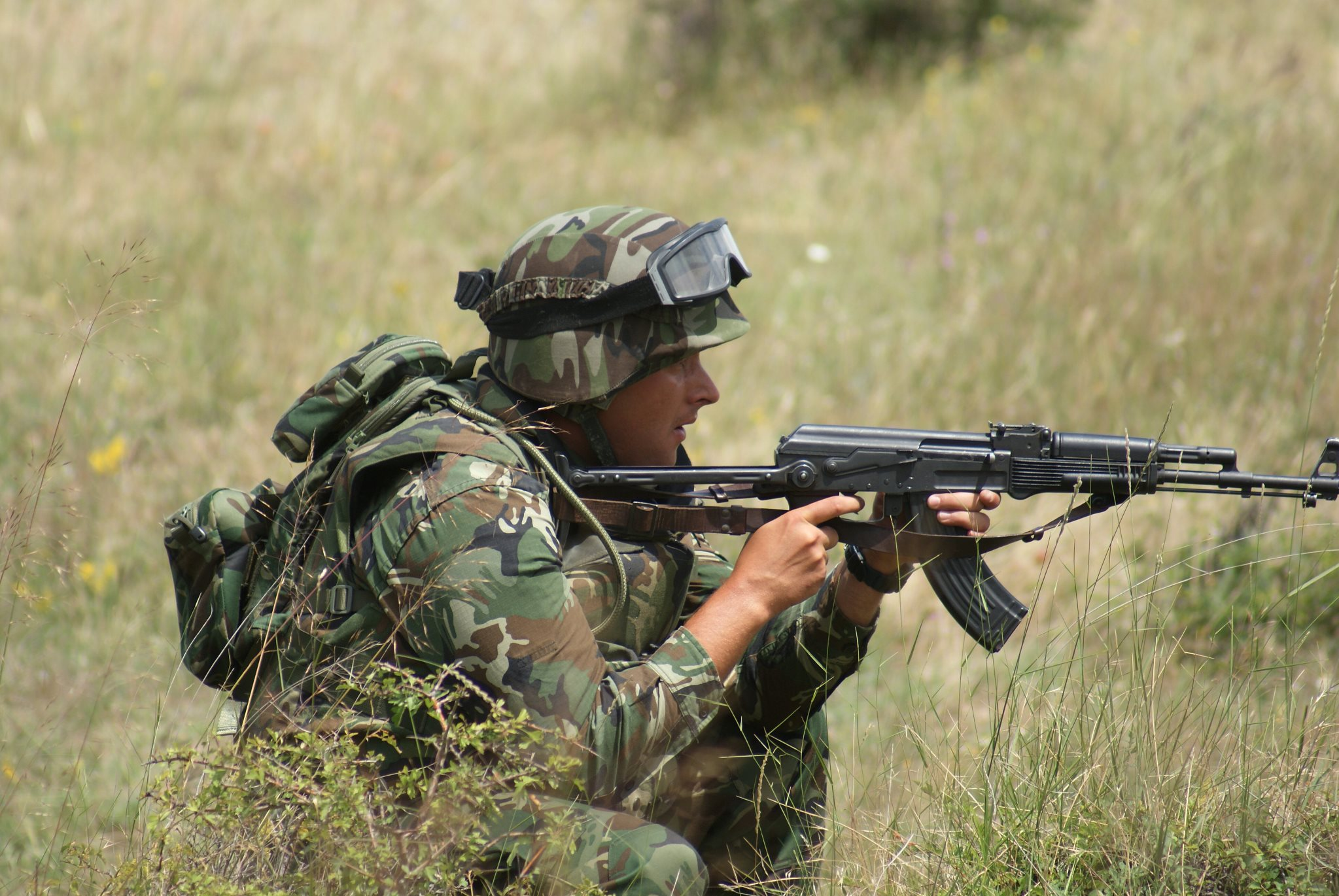
Infante do Exército Búlgaro treinando com um Arsenal 7.62 AR com coronha dobrável.

O modelo F apresenta uma coronha dobrável.
- AR-M1/AR-M1F - cópia do AK-47 aprimorada com a base da massa de mira do AK-74, quebra-chamas, conjunto da coronha de polímero preto, pontos luminosos nas miras de ferro e um trilho para montagem óptica. Calibrado em 5,56×45mm OTAN e 7,62×39mm.
- AR-M2/AR-M2F - cópia aprimorada do AK-47 tal como o AR-M1/AR-M1F, mas com um cano encurtado, base de visão frontal AKS-74U e híbrido de reforço da boca do cano/quebra-chamas.
- AR-M4SF - desenvolvimento extremamente curto do AKSU com mira de ponto vermelho, disposição para montar uma mira noturna ou a laser. Calibrado em 5,56×45mm NATO e 7,62×39mm.[3]
- AR-M7F - cópia aprimorada do AK-47 tal como o AR-M1, mas com uma coronha dobrável no estilo do AK-101.
- AR-M9 / AR-M9F - cópia aprimorada do AK-47, tal como o AR-M1/AR-M1F, possui um seletor de tiro operável com o polegar e um conjunto da coronha de polímero de estilo diferente.[4]
- AR / AR-F - cópias aprimoradas do AK-47 com forro de polímero preto e miras luminosas opcionais.[5][6]

Para exportação, o FA búlgaro é oferecido nos calibres 5,45 mm (raros clientes), 5,56 mm e 7,62 mm:
- 5,45×39,5mm AR-M1 e AR-M1F
- 5,45×39,5mm AR-SF
- 5,56×45mm AR-M1 etAR-M1F
- 5,56×45mm AR-M2F
- 5,56×45mm AR-SF
- 5,56×45mm AR-M4SF
- 5,56×45mm AR-M7F
- 5,56×45mm AR-M9 e AR-M9F
- 7,62×39mm AR-M1 e AR-M1F
- 7,62×39mm AR-M2F
- 7,62×39mm AR-M4SF
- 7,62×39mm AR-M7F
- 7,62×39mm AR, AR-SF e AR-F
- 7,62×39mm AR-1 e AR-1F

## Características do Arsenal 7,62 AR
- Comprimento da arma: 89cm
- Peso da arma vazia: 3,4kg
- Peso com carregador pleno: 4,1kg

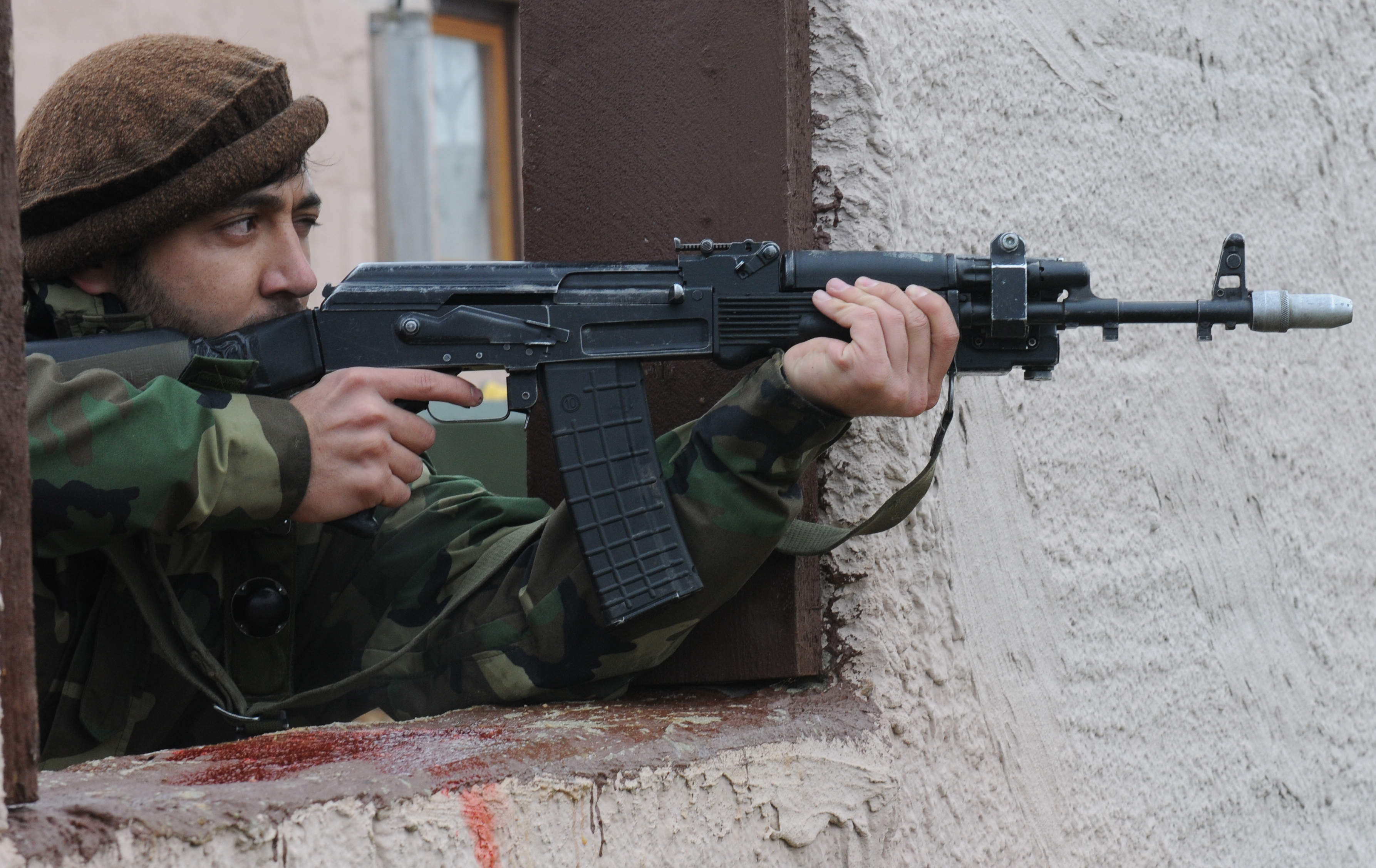
Um policial afegão com um fuzil AR-M1.

- Carregador: 30 cartuchos de 7,62×39mm.
- Cadência de tiro: 600 tiros por minuto

## Características do Arsenal AR M1
- Comprimento da arma: 93cm
- Peso da arma vazia: 3,6kg
- Peso com carregador pleno: 4,2kg (5,56mm) ou 4,3kg (7,62mm)
- Carregador: 30 cartuchos de 5,56×45mm ou 7,62x39mm.
- Cadência de tiro: 600 tiros por minuto

## Características do Arsenal AR M2
- Comprimento da arma: 73,5cm
- Peso da arma vazia: 2,7 kg
- Peso com carregador pleno: 3,3kg (5,56mm) ou 3,4kg (7,62mm)
- Carregador: 30 cartuchos de 5,56×45mm ou 7,62x39mm.
- Cadência de tiro: 650 tiros por minuto

## Usuários

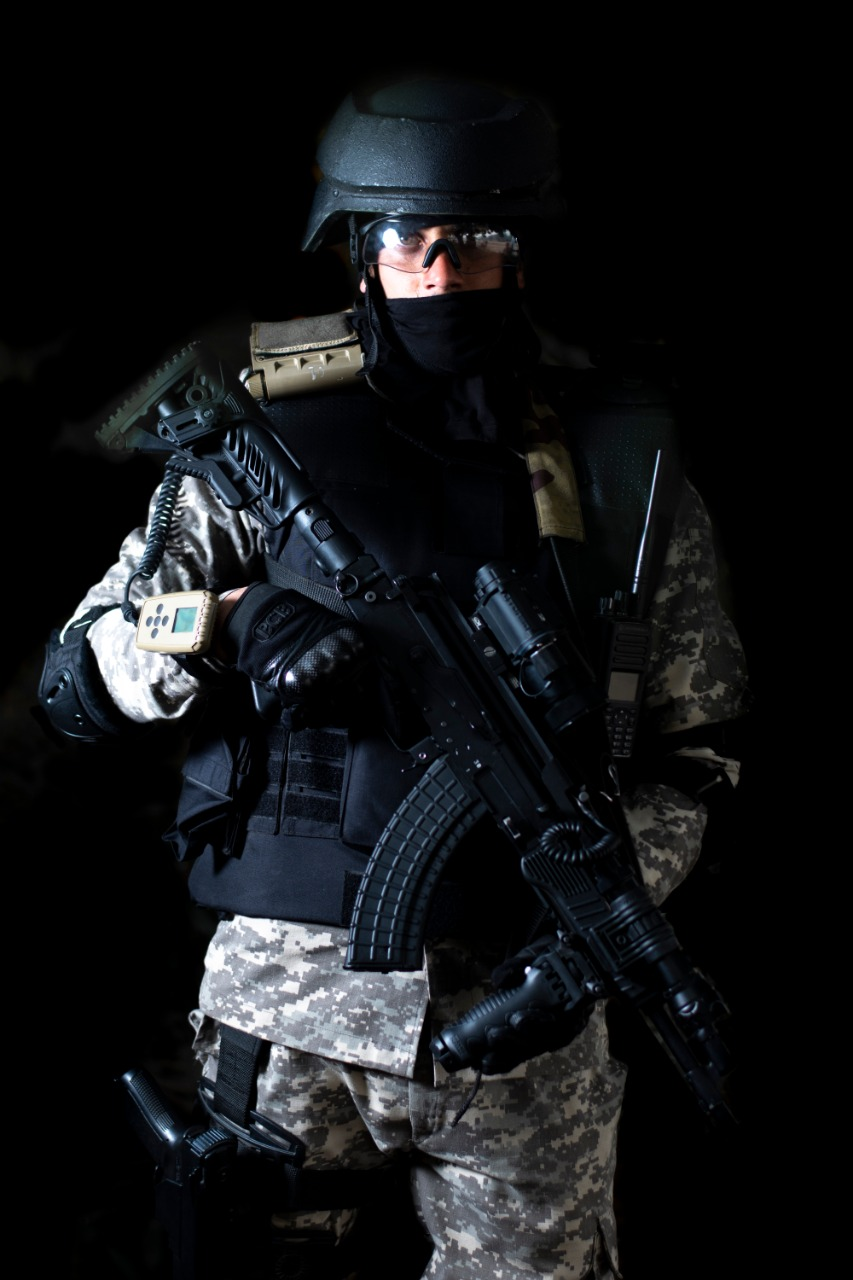
Um operador CRPF QRT indiano com um AR-M1F41 modificado com acessórios israelenses da FAB Defense.

Além do Exército Búlgaro, este Kalashnikov modernizado está em serviço nos seguintes países:
- Afeganistão
- Azerbaijão
- Bulgária
- Burundi
- Egito
- Geórgia: 3500 fuzis 5,45 AR-M1 importados.[8]
- Honduras: 5.56 AR-M4SF usado pela polícia.[3]
- Índia: AR-M e AR-F em uso pelo Exército Indiano. Várias centenas de milhares de AR-M, AR-F, AR-M1F41 e AR-M5F41 em uso com a ITBP, CRPF e outras Forças Policiais Centrais e Estaduais.
- Indonésia: AR-M1F usado pelo Pelotão de Reconhecimento de Combate (Tontaipur).
- Iraque: 751 fuzis 5.56mm AR-M1F,[9] também fuzis AR-M1.
- Costa do Marfim[10]
- Líbia: 11º Batalhão "Relâmpago" usa fuzis AR-M9.[4]
- Nigéria: AR-M1.[11][12]
- Macedônia do Norte: Fuzis AR-M1 usados pela polícia.
- Filipinas: O Exército Filipino confirmou o uso do fuzil de assalto AR-M52F da Bulgária durante o seu 125º aniversário de fundação, em 23 de março de 2022, usado pelo Primeiro Regimento de Forças Especiais.[13]
- Sérvia: Arsenal AR.
- Somália: Usado pela Brigada DANAB.
- Sudão: Fuzis AR-M9.[14]
- Emirados Árabes Unidos: Fuzis AR-M9.[14]
- Estados Unidos: Fuzis AR-M1 usados pela OPFOR (Força Oponente) do Exército Americano.[15]
- Iêmen: Fuzis AR-M9.[14]

### Atores não-estatais
- Houthis[16]
- Forças Democráticas Sírias: Um exemplar foi avistado na campanha de Deir ez-Zor.